# Fernando de Baviera (1550-1608)

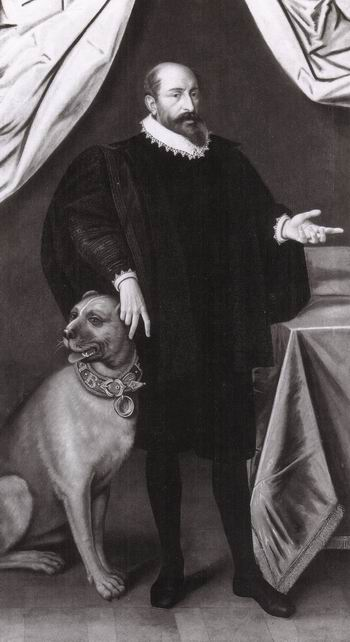
El príncipe Fernando de Baviera.

Fernando de Baviera (en alemán, Ferdinand von Bayern; Landshut, 20 de enero de 1550-Múnich, 30 de enero de 1608) fue un noble alemán perteneciente a la Casa de Wittelsbach.

## Vida
Fue el segundo hijo de la unión entre el duque Alberto V de Baviera y la archiduquesa austriaca Ana de Habsburgo-Jagellón (hija del emperador Fernando I y de Ana de Bohemia y Hungría). Sus abuelos paternos eran el duque Guillermo IV de Baviera y su esposa, María Jacoba de Baden.
Fernando es también conocido por los dos extraordinarios diarios que guardaba, uno como un muchacho de quince años en un viaje desde Múnich a Florencia, para la boda de su tía, Juana de Habsburgo-Jagellón con Francisco I de Médici, y un segundo viaje a Florencia, esta vez como hombre joven y experimentado de las cosas.

### Matrimonio y descendencia
El duque Fernando se casó el 26 de diciembre de 1588, con la oposición de su familia, en matrimonio morganático, con María de Pettenbeck, de 15 años de edad, hija del juez de Haag in Oberbayern Jorge de Pettenbeck. Debido a la baja nobleza de su esposa, que no fue reconocido como una igual, Fernando renunció para él y sus descendientes al trono de Baviera, pero recibieron un castillo, dos señoríos, así como las subvenciones de sucesión contractual en Baviera con una posible extinción de los descendientes de su hermano mayor, Guillermo V de Baviera. 
Los 16 hijos de este matrimonio fueron elevados a la condición de condes y condesas de Wartenberg. La línea se extinguió en 1736. Desde entonces, el título también ha sido utilizado por varios miembros de la casa real de Baviera.
- María Maximiliana (1589-1638), monja.
- María Magdalena (1590-1620), monja.
- Francisco Guillermo (1593-1661), cardenal, obispo de Ratisbona, Verden y Minden.
- María Ana (1594-1629), monja.
- Sebastián (1595-1596).
- Ernesto (1596-1597).
- Fernando (1597-1598).
- María Isabel (1599-1600).
- María Renata (1600-1643), monja.
- Alberto (1601-1620).
- Maximiliano (1602-1679), jesuita.
- Ernesto Benno (1604-1666), desposó en 1628 a la condesa Eufrosina Sibila de Hohenzollern (1607-1636).
- María Catalina (1605-1606).
- Fernando Lorenzo (1606-1666), desposó en primeras nupcias a Ana Juliana de Dachsberg (1611-1650), y en segundas nupcias en 1651 a María Claudia de Oettingen-Wallerstein (1632-1663).
- María Clara (1608-1652), monja y abadesa en Cracovia.

Murió en 1608 y está enterrado en la cripta de la catedral de Nuestra Señora de Múnich, junto a sus padres y hermana María Maximiliana.